# ديرالحميدي (عبس)

تعديل مصدري - تعديل

ديرالحميدي هي إحدى قرى عزلة بني حسن بمديرية عبس التابعة لمحافظة حجة، بلغ تعداد سكانها 69 نسمة حسب تعداد اليمن لعام 2004.